# Amanzé
Amanzé is een gemeente in het Franse departement Saône-et-Loire (regio Bourgogne-Franche-Comté) en telt 207 inwoners (2005). De plaats maakt deel uit van het arrondissement Charolles.

## Geografie
De oppervlakte van Amanzé bedraagt 11,0 km², de bevolkingsdichtheid is 18,8 inwoners per km².
De onderstaande kaart toont de ligging van Amanzé met de belangrijkste infrastructuur en aangrenzende gemeenten.

## Demografie
Onderstaande figuur toont het verloop van het inwonertal (bron: INSEE-tellingen).